# Mu (kontynent)

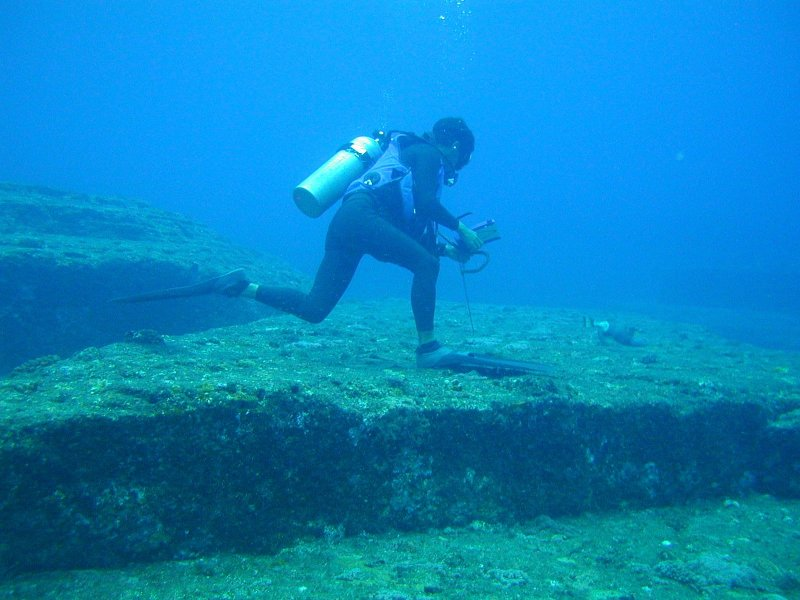
Podwodne formacje skalne w pobliżu Yonaguni w Japonii, uważane niekiedy za ruiny - pozostałości Mu

Mu – kraina mityczna, jeden z tzw. zaginionych lądów. Według przekazów i różnych autorów kontynent (ew. część stałego lądu lub wyspa) Mu znajdować się miał na Pacyfiku lub między Australią a Indiami. Żadna z tych lokalizacji (podobnie jak możliwość istnienia w nieodległej przeszłości geologicznej rozległych lądów pochłoniętych przez oceany, z wyjątkiem szelfu) nie znajduje potwierdzenia geologicznego ani archeologicznego. 

## Książki Jamesa Churchwarda

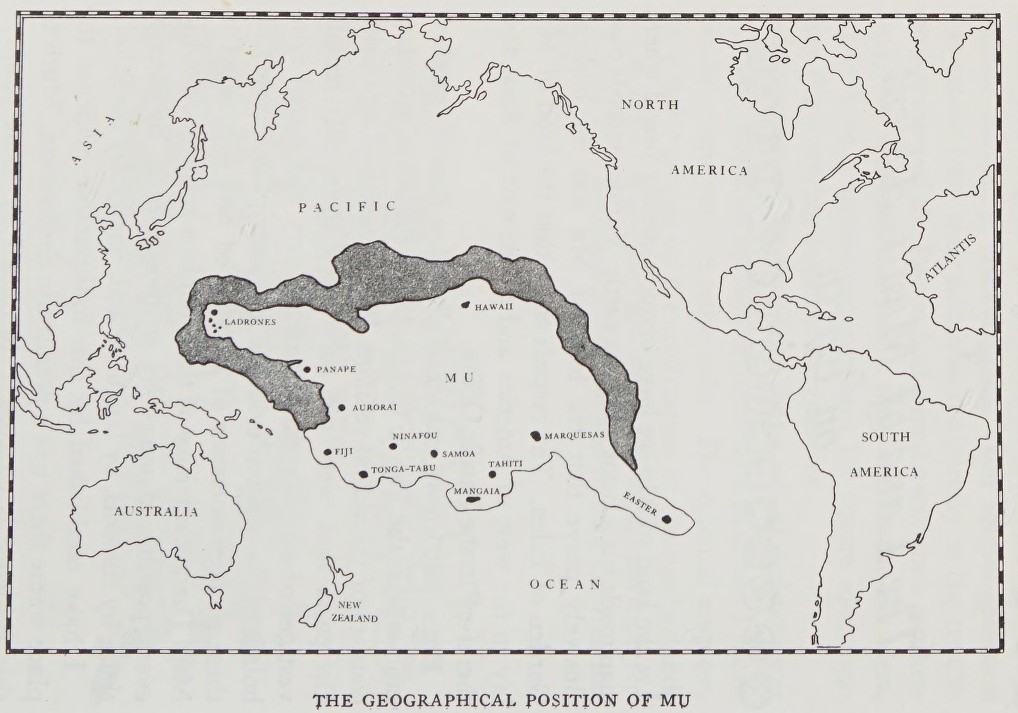
Hipotetyczny kontynent Mu

Legenda lądu Mu została spopularyzowana przez Jamesa Churchwarda w serii książek. Pierwsza – Mu Zaginiony Kontynent – została wydana w 1926 roku. Churchward twierdził, że pewien kapłan hinduski pokazał mu starożytne tablice stworzone przez Naacalów – zaawansowaną cywilizację zamieszkującą kontynent Mu. Ląd ten, według jego przekazów, miał mieć długość 9600 km i rozciągać się od punktu leżącego na północ od Hawajów, aż do Wyspy Wielkanocnej. Według Churchwarda, erupcje wulkanów, trzęsienia ziemi i potężne fale zniszczyły Mu 12 tys. lat temu. Pozostałością kontynentu mają być wyspy rozrzucone na Oceanie Spokojnym.

## Zbieżność z Lemurią
Stawiana jest także inna hipoteza na temat Mu. Kontynent ten mianowicie miał wyłonić się w trakcie przebiegunowania Ziemi 52 tys. lat temu, a zatonięcie kontynentu było następstwem kolejnego przebiegunowania, ok. 24 tysiące lat p.n.e. Ludność kontynentu według tej tezy przeniosła się na nowo wynurzony w wyniku zmian litosfery kontynent. Nowy ląd pojawił się na powierzchni jako następstwo zmian pola magnetycznego w jądrze planety. Kontynentem tym była Atlantyda. Według autorów, którzy stworzyli tę tezę, Atlanci mieli być potomkami mieszkańców Mu. 
Przyjęcie takiej tezy zrównuje kontynent Mu z Lemurią, która w naukach tradycji ezoterycznych (Helena Bławatska, Rudolf Steiner, Jinarajadasa) jest trzecim lądem (kolejnym z ogólnej liczby siedmiu) poprzedzającym Atlantydę.